# Stühlingen
Stühlingen é uma cidade da Alemanha, no distrito de Waldshut, na região administrativa de Freiburg , estado de Baden-Württemberg.